# 荷花山遗址
荷花山遗址，位于中华人民共和国浙江省衢州市龙游县湖镇镇，是浙江省省级文物保护单位之一。
2017年1月13日，荷花山遗址被列入第七批浙江省文物保护单位，该文物保护单位是一座古遗址。